# Военен оркестър на Китайската народноосвободителна армия
Военният оркестър на Народната освободителна армия на Китай (на китайски: 中国人民解放军军乐团) е военна част, създадена за церемонии, провеждани от Народната освободителна армия. Членовете на групата изпълняват церемониална музика за гостуващи държавни и правителствени ръководители.
Военният оркестър на КНА прави първото си публично изпълнение на 1 октомври 1949 г. на церемонията по основаването на Народната република, която е основана от Мао Дзъдун същия ден. Година по-късно той се превръща в Оркестър на щаба на столичния гарнизон в Пекин и две години след това става Военен оркестър на Пекинския военен регион.
От 2012 г. насам военният оркестър е участвал на 14 военни парада (включително парада за Деня на победата в Китай през 2015 г.), Азиатските игри през 1990 г., Олимпийските игри в Пекин през 2008 г., Общокитайското събрание на народните представители, Световното изложение в Шанхай и Фестивала на военния оркестър OCS.
През януари 2016 г. оркестърът става отчетно звено на отдел „Политическа работа“ на ЦВО. През лятото на 2018 г. военният оркестър за първи път извършва военни реформи в протокола за държавни посещения, които включват изпълнение на военен марш или популярна песен на гостуващата страна и разширяване на националния маршов оркестър на EPL (група от централната група) до 61 члена, от 43 преди това.